# Margarita Diez y Pombo
Margarita Diez-Colunje y Pombo (Buenaventura, 10 de junio de 1838-Popayán, 18 de abril de 1919) fue una historiadora, traductora y genealogista colombiana.

## Biografía

### Nacimiento y estudios
Vino al mundo en el hogar conformado por José María Diez-Colunje Caballero, oriundo de Panamá, y Natalia Pombo O'Donnell, sobrina de Enrique José O'Donnell, I Conde de La Bisbal, y prima de Leopoldo O'Donnell, I Duque de Tetuán y I Conde de Lucena. Su nacimiento tuvo lugar en Buenaventura por encontrarse su padre desempeñándose en ese momento como administrador de aduanas en dicha ciudad. Sus padrinos de bautismo fueron su primo Julio Arboleda Pombo y María Josefa Mallarino de Holguín, madre del presidente Carlos Holguín Mallarino. 

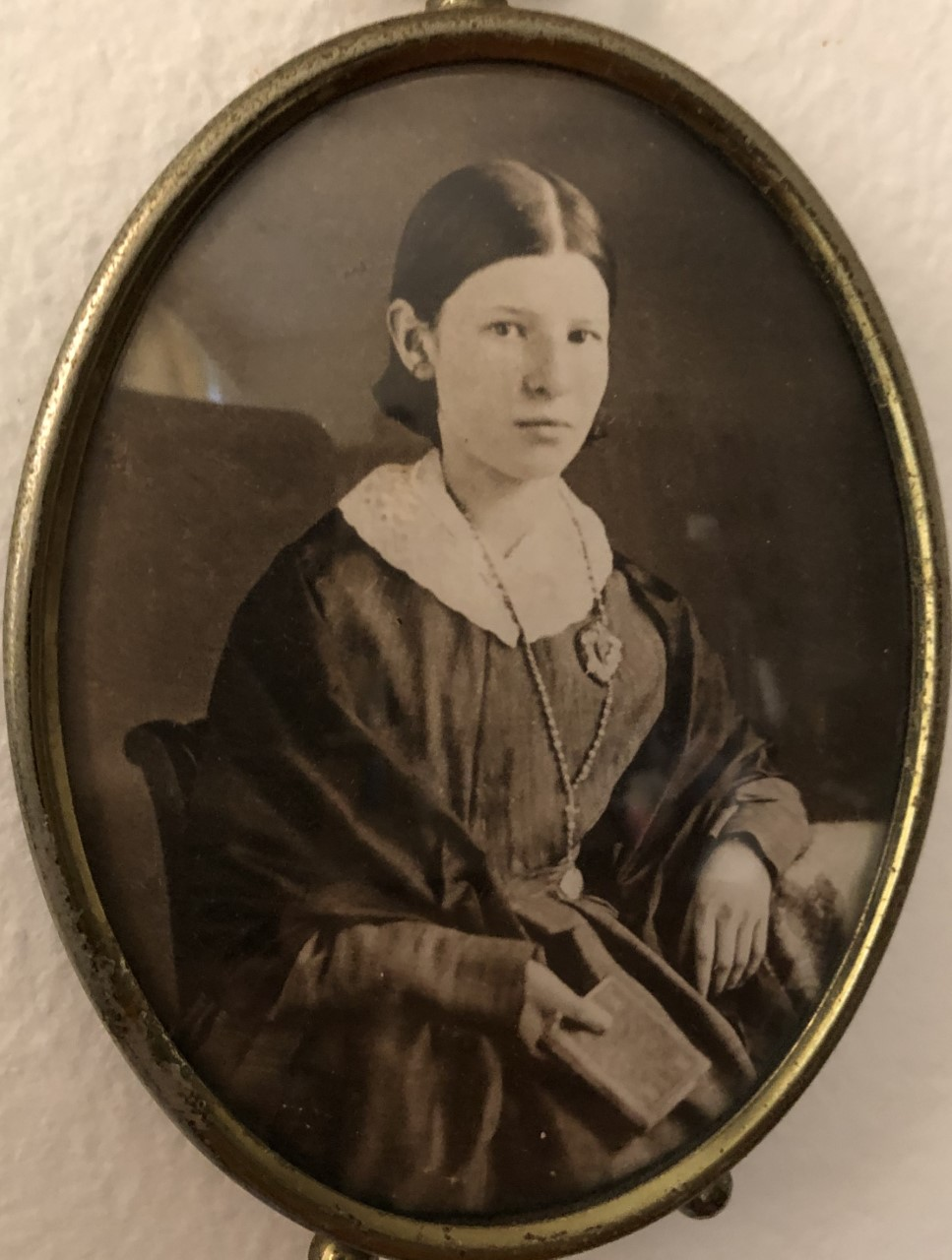
Fotografía de Margarita Diez-Colunje y Pombo en su juventud, a partir de un daguerrotipo de la primera mitad del siglo XIX.

Célebre por su precocidad e inteligencia, aprendió a leer a los cuatro años de edad. Su tía Teresa Pombo O'Donnell se hizo cargo de su educación elemental y se trasladó con ella a Bogotá, donde Margarita ingresó al Colegio del Sagrado Corazón, plantel femenino fundado y regentado por Sixta Tulia Pontón y Piedrahíta, viuda del General Francisco de Paula Santander. A la muerte de su tía, su educación y su crianza corrieron a cargo de otro de sus tíos maternos, Lino de Pombo O'Donnell. 
En el plantel bogotano recibió clases de francés, religión, historia, gramática, aritmética, geometría, geografía, física, inglés, música y bordados, y tuvo a figuras relevantes de la época como Mariano Ospina y José Manuel Groot entre sus maestros y preceptores. 
Llegó a dominar con gran fluidez la lengua francesa hasta convertirse en una avezada traductora de dicho idioma al español. 

### Obra
Publicó varios escritos de su autoría en la revista Popayán, fundada por su hijo Miguel Arroyo Diez y Antonino Olano.
En 1910, con ocasión de la conmemoración del primer centenario de la independencia nacional, estableció y demostró tras una minuciosa investigación histórica que el conquistador Sebastián de Belalcázar es el tronco común de varios próceres de la Independencia, entre ellos, Silvestre Ortiz, Fidel Pombo O'Donnell, Miguel de Pombo, Francisco Antonio de Ulloa, José María Quijano, Francisco José de Caldas, Camilo Torres Tenorio y Joaquín Cayzedo y Cuero. Este estudio alcanzó amplio reconocimiento entre los historiadores de la época, y se imprimió y reprodujo profusamente a lo largo del siglo XX.
Aguda observadora del devenir de su época, en sus Apuntamientos narra con detalle las circunstancias del asesinato de su primo, el presidente Julio Arboleda Pombo en 1862, así como la toma de Popayán por fuerzas opositoras años después, circunstancia en que su propia familia sufrió grandes hostigamientos: 

«Entre tanto las familias gemíamos bajo la tiranía de los invasores, y el 20 de enero atacaron simultáneamente la casa de Arboleda en donde vivía mi madre, doña Natalia Pombo de Díez Colunge, y se llevaron muebles, cuadros, ropa y cuanto hallaron, de manera que a esta señora por ser tía de don Julio no le quedó ni la saya para ir a misa. Arrancaron las puertas y desenladrillaron los cuartos, colgando la carne fresca, como lo vi yo, en los clavos que antes habían sostenido los espejos. El mismo día y a la misma hora ocuparon la casa de los Arroyos, calle de Santo Domingo, donde vivía yo con mis cuñados desde el año de 1888. Entraron como doscientos hombres, al mando del Coronel Martín Pérez de la Sierra y se apoderaron de cuanto hallaron. En primer lugar rompieron con hacha la puerta de la calle y luego la del cuarto de don Jaime Arroyo y sacaron libros de aquí y de allí, manuscritos, y esto ocasionó que se descompletaran la biblioteca y varios apuntamientos sobre la importante "Historia de Popayán", cosa en que se ocupaba este ilustrado señor desde 1858 o 57.»

En una carta fechada en 1893, el historiador panameño Juan Bautista Pérez y Soto le pide ayuda a Diez-Colunje para reunir datos sobre los acontecimientos en el Cauca, con destino a un libro que tenía en preparación.

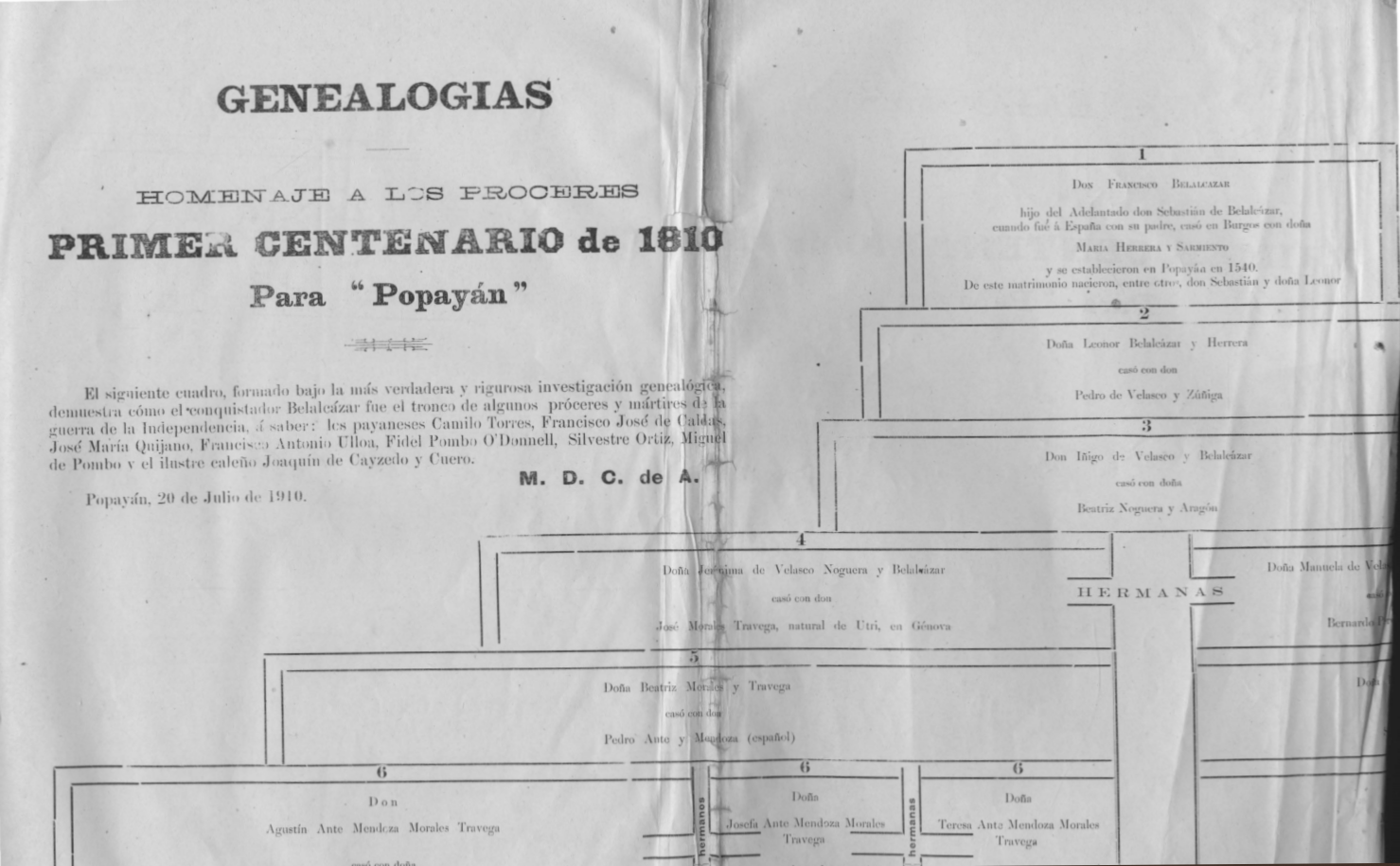
Detalle del cuadro genealógico elaborado por Margarita Diez-Colunje de Arroyo para la revista «Popayán», con ocasión del primer centenario de la Independencia.

Dentro de su obra inédita se destaca Emigración de Popayán en 1877 y 1878, en que la autora hace una relación detallada de los casi 200 miembros de familias payanesas –incluida la suya– que se vieron forzados a emigrar a Bogotá, Quito o Lima en razón de la convulsa situación política reinante en ese período.
Poco antes de su deceso, la autora escribió una semblanza de Ignacio Muñoz Córdoba, en donde describe la vida del próspero empresario caucano y su auge en los negocios a través, entre otros, de la compra de numerosas haciendas caucanas, incluida Genagra Alto, que pertenecía a la familia Arroyo. Estas memorias fueron compiladas y transcritas de manera póstuma por su nieto Miguel Antonio Arroyo Arboleda y publicadas años después bajo el título Recuerdos de don Ignacio Muñoz.
Sus traducciones del francés abarcan temas históricos, biográficos y líricos. Entre sus textos mejor logrados se cuentan Los muros de una prisión, La jornada sangrienta y María de Médicis.

## Familia
Contrajo matrimonio en Popayán el 25 de marzo de 1857 con el líder político Miguel Arroyo Hurtado, con quien procreó cuatro hijos: 
- Beatriz Arroyo Diez, célibe, hábil artista que legó para la posteridad numerosas obras en técnicas variadas como pastel y óleo sobre lienzo;
- Miguel Arroyo Diez, político, estadista e historiador destacado, casado con María Manuela Olano Borrero;
- Santiago Arroyo Diez, miembro de la Academia Colombiana de Historia, casado con Zoila Arboleda Sánchez;
- José Antonio Arroyo Diez, alcalde de Popayán en 1905, casado el 13 de septiembre de 1898 con Sofía Arboleda Quijano, hija de Gregorio Arboleda Torres y Sofía Quijano Wallis.[16]

En razón de las luchas fratricidas que asolaron a Colombia durante la segunda mitad del siglo XIX, la familia Arroyo Diez tuvo que domiciliarse en el Ecuador en repetidas ocasiones y por largos períodos de tiempo.
Margarita Diez-Colunje y Pombo fue Síndica de la Cofradía de San Antonio de Padua, erigida en Popayán en 1772 mediante breve pontificio del papa Clemente XIV, con sede permanente en la iglesia de San Francisco, tradición familiar que pasó a su hija Beatriz Arroyo Diez y de esta a su sobrina Sofía Dolores Arroyo de Arboleda.
Falleció en la capital caucana a los 81 años de edad.